# Maipo
Maipo je název neaktivního stratovulkánu. Nachází se na argentinsko chilské státní hranici, v provincii Mendoza. Na rozdíl od většiny okolních vulkánů má Maipo pravidelný kuželový tvar. Stavba sopky je tvořena převážně bazalty a andezity a její vrchol je pokryt trvalým ledem. Sopka vznikla strombolsko-vulkánskými erupcemi během holocénu na jihozápadním okraji starší, pleistocenní kaldery Diamante s rozměry 15×20 km. Sopka byla ještě začátkem 20. století aktivní. Erupce jednoho z parazitických kráterů v roce 1826 způsobila přehrazení vodních toků na dně kaldery a dala za vznik jezeru Diamante, nacházejícího se v její východní části.